# Kaefer
Kaefer er en tysk isoleringsvirksomhed med hovedkvarter i Bremen. De udvikler, producerer og isolerer med en række forskellige isoleringsmaterialer- og løsninger.
Historien begyndte i 1918 med grundlæggeren Carl Kaefer (født 1877), der isolerede kulrum. Disse ideer blev sat i system og i 1920 blev Ingenieurbüro Carl Kaefer & Co. etableret i Bremen. Nu blev der udviklet isoleringsløsninger til adgangsteknik, overfladebeskyttelse, brandsikring, industri, skibe og byggeri.
Kaefer SE & Co. KG har 30.000 ansatte og 2 mia. euro i omsætning i 2022. Datterselskaber til virksomheden er: Kaefer Construction GmbH, Kaefer Industrie GmbH, Kaefer Schiffsausbau GmbH og Kaefer Gebäudetechnik GmbH.